# Келейник

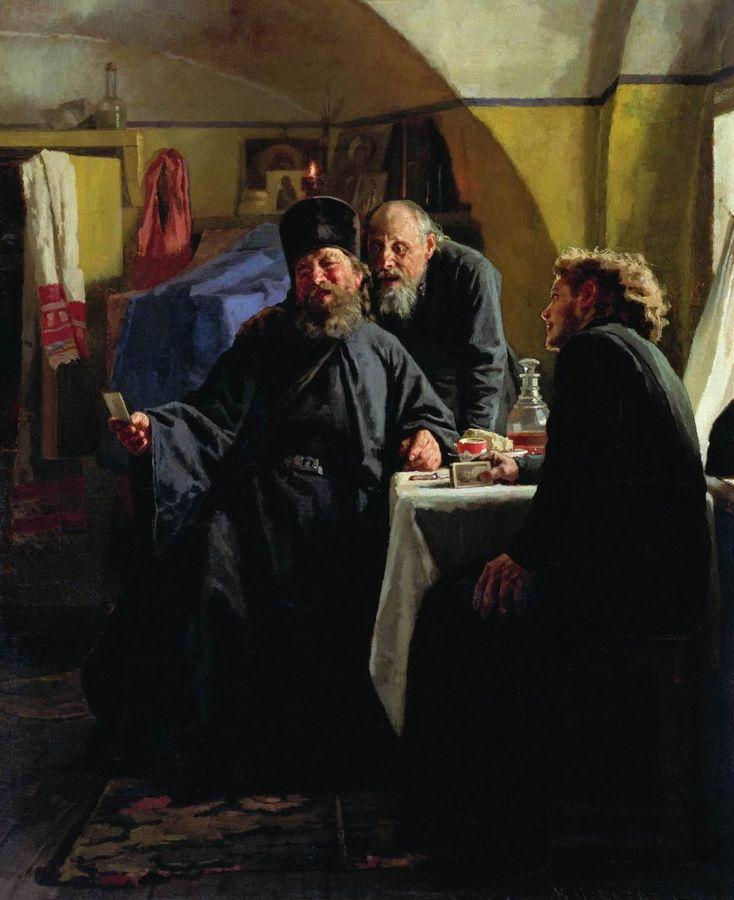
«Монахи» (Н. В. Неврев, 1880)

Келе́йник, келе́йница — в православии название слуги, как при должностных и сановных лицах монашеского звания (архиереях, игуменах и т. п.), так и при уважаемых монахах (старцах). В особых случаях келейник ещё не является монахом и носит одежду монастырского послушника.
В обязанности келейника входит обеспечение бытовых нужд, письмоводительство и т. п.
Также келейниками называют представителей одного из толков старообрядческого Спасова согласия, а именно Староспасовцев, за то, что они не имеют соборного богослужения, а молятся и исповедаются в домашних моленных, по келейному правилу.